# Фільтр (порядок)

Два фільтри, позначені синім та зеленим кольором,
та ультрафільтр в який вони входять, позначено голубим.

Фільтр — в теорії порядку, це підмножина {\displaystyle \ F} частково впорядкованої множини {\displaystyle (P,\leq ),} яка є верхньою множиною спрямованою вниз.
Фільтр — поняття двоїсте до ідеалу.

## Визначення
Підмножина F частково впорядкованої множини (P,≤) є фільтром, якщо виконуються умови:
1. {\displaystyle \forall x\in F,y\in P:x\leq y\Rightarrow y\in F} (F є верхньою множиною)
2. {\displaystyle \forall x,y\in F:\exists z\in F:\;(z\leq x)\land (z\leq y)}. (F є спрямованою вниз множиною)

Спочатку поняття фільтру виникло для решіток. У випадку решіток, вищенаведене означення еквівалентне наступному твердженню:
Підмножина F решітки (P,≤) є фільтром, тоді і тільки тоді, коли це верхня множина, замкнена щодо застосування операції інфімуму скінченну кількість разів.
Тобто, для будь-яких x, y з F, x ∧ y також належить F.
Поняття двоїсте до фільтру, тобто, те що ми отримаємо, замінивши для фільтру всі ≤ на обернені і ∧ на ∨, це — ідеал.
Найменший фільтр, що містить елемент p називається головним фільтром породженим цим елементом. Формально {\displaystyle \{x\in P:\;p\leq x\},} позначається {\displaystyle ~\uparrow p.}
Простий фільтр — фільтр, доповненням якого є ідеал.
Максимальний фільтр чи ультрафільтр — фільтр, для якого не існує більшого фільтра.

## Фільтри на множині
Для довільної множини, її булеан є частково-впорядкованою множиною за включенням, таким чином можна вводити поняття фільтра та ідеала для множини.

### База фільтра
Нехай {\displaystyle {\mathfrak {F}}} - фільтр на множині {\displaystyle X}. Сімейство підмножин {\displaystyle {\mathfrak {B}}\subset {\mathfrak {F}}} називається базою (базисом) фільтра {\displaystyle {\mathfrak {F}}}, якщо кожний елемент фільтра {\displaystyle {\mathfrak {F}}} містить деякий елемент бази {\displaystyle {\mathfrak {B}}}, тобто для кожного {\displaystyle Y\in {\mathfrak {F}}} існує {\displaystyle B\in {\mathfrak {B}}} таке, що {\displaystyle B\subset Y}. При цьому фільтр {\displaystyle {\mathfrak {F}}} збігається з сімейством усіх можливих надмножин множин з {\displaystyle {\mathfrak {B}}}. Зокрема, фільтри, які мають спільну базу, збігаються. Кажуть також, що база {\displaystyle {\mathfrak {B}}} породжує фільтр {\displaystyle {\mathfrak {F}}}
Дві бази {\displaystyle {\mathfrak {B}}} та {\displaystyle {\mathfrak {B}}'} називаються еквівалентними, якщо будь-який елемент {\displaystyle B\in {\mathfrak {B}}} містить у собі деякий елемент {\displaystyle B'\in {\mathfrak {B}}'}, і навпаки, будь-який елемент {\displaystyle B'\in {\mathfrak {B}}'} містить у собі деякий елемент {\displaystyle B\in {\mathfrak {B}}}
Еквівалентні бази породжують один і той самий фільтр. Серед усіх баз, еквівалентних даній базі {\displaystyle {\mathfrak {B}}} існує максимальна за включенням база, а саме, породжений цією базою фільтр {\displaystyle {\mathfrak {F}}}. Таким чином, між класами еквівалентних баз і фільтрами існує природна бієкція.

### Порівняння фільтрів
Нехай на множині {\displaystyle X} задані два фільтра {\displaystyle {\mathfrak {F}}} і {\displaystyle {\mathfrak {F}}'}. Кажуть, що фільтр {\displaystyle {\mathfrak {F}}'} мажорує фільтр {\displaystyle {\mathfrak {F}}} ({\displaystyle {\mathfrak {F}}'} сильніший {\displaystyle {\mathfrak {F}}}, {\displaystyle {\mathfrak {F}}'} тонший {\displaystyle {\mathfrak {F}}}), якщо {\displaystyle {\mathfrak {F}}'\supset {\mathfrak {F}}}. У цьому випадку також говорять, що фільтр {\displaystyle {\mathfrak {F}}} мажорується фільтром {\displaystyle {\mathfrak {F}}'} ({\displaystyle {\mathfrak {F}}} слабший {\displaystyle {\mathfrak {F}}'}, {\displaystyle {\mathfrak {F}}} грубіший {\displaystyle {\mathfrak {F}}'}).
Говорять, що база {\displaystyle {\mathfrak {B}}'} сильніше бази {\displaystyle {\mathfrak {B}}}, і записують {\displaystyle {\mathfrak {B}}'\geqslant {\mathfrak {B}}}, якщо кожний елемент {\displaystyle B\in {\mathfrak {B}}} містить у собі деякий елемент {\displaystyle B'\in {\mathfrak {B}}'}. 
База {\displaystyle {\mathfrak {B}}'} сильніша бази {\displaystyle {\mathfrak {B}}} тоді і тільки тоді, коли фільтр {\displaystyle {\mathfrak {F}}'}, породжений базою {\displaystyle {\mathfrak {B}}'}, сильніший фільтра {\displaystyle {\mathfrak {F}}}, породженого базою {\displaystyle {\mathfrak {B}}}.
Бази {\displaystyle {\mathfrak {B}}} та {\displaystyle {\mathfrak {B}}'} еквівалентні тоді і тільки тоді, коли одночасно {\displaystyle {\mathfrak {B}}'\geqslant {\mathfrak {B}}} та {\displaystyle {\mathfrak {B}}\geqslant {\mathfrak {B}}'}.

### Фільтри у топологічних просторах
Нехай {\displaystyle (X,{\mathcal {T}})} -- топологічний простір і {\displaystyle {\mathfrak {F}}} --- фільтр на множині {\displaystyle X}. Точка {\displaystyle a\in X} називається границею фільтра {\displaystyle {\mathfrak {F}}}, якщо кожний окіл {\displaystyle V(a)} точки {\displaystyle a} належить фільтру {\displaystyle {\mathfrak {F}}}. Позначення: {\displaystyle \lim {\mathfrak {F}}=a}.
Для фільтра {\displaystyle {\mathfrak {F}}}, породженого базою {\displaystyle {\mathfrak {B}}}, рівність {\displaystyle \lim {\mathfrak {F}}=a} виконується тоді і тільки тоді, коли для кожного околу {\displaystyle V(a)} повністю вміщає деяку множину з {\displaystyle {\mathfrak {B}}}. 
У гаусдорфовому  топологічному просторі фільтр може мати не більше однієї границі.
Точка {\displaystyle a\in X} називається граничною точкою (точкою дотику, частковою границею) фільтра {\displaystyle {\mathfrak {F}}}, якщо {\displaystyle a} належить замиканню кожної множини з {\displaystyle {\mathfrak {F}}}, тобто {\displaystyle a\in {\overline {Y}}} для всіх {\displaystyle Y\in {\mathfrak {F}}}. Рівносильно, для кожного околу {\displaystyle V(a)} точки {\displaystyle a} і для кожної {\displaystyle Y\in {\mathfrak {F}}}  виконується {\displaystyle V(a)\cap Y\neq \varnothing }. Кожна гранична точка ультрафільтра є його границею.
В компактному топологічному просторі кожен фільтр має граничну точку, а кожен ультрафільтр має границю.

## Дивись також
- Ідеал (порядок)
- Ультрафільтр